# Constança de Antioquia
Constança de Antioquia (1127 – 1163 ou 1167) foi princesa de Antioquia de 1130 até à sua morte. Única filha de Boemundo II de Antioquia com a sua esposa Alice, princesa de Jerusalém, tornou-se princesa de Antioquia aos quatro anos de idade, sob a regência de Balduíno II de Jerusalém (1130-1131) e Fulque de Jerusalém (1131-1136).

## Biografia
A sua mãe não desejava que o principado passasse para a filha, preferindo ela mesma assumir o governo. Tentou aliar-se a Zengui de Moçul, oferecendo Constança em casamento a um príncipe muçulmano, mas o plano foi contrariado pelo seu pai Balduíno II de Jerusalém, que a exilou de Antioquia. Em 1135, Alice tentou mais uma vez tomar o controlo do principado, e agora pretendia casar a filha com Manuel I Comneno, o herdeiro do trono do Império Bizantino.
Fulque de Jerusalém exilou-a mais uma vez e restabeleceu a regência em nome de Constança. Em 1136, ainda uma criança, Constança casou-se com Raimundo de Poitiers, que os apoiantes nobres da regência tinha convocado secretamente da Europa. Alice foi enganada, pensando que este vinha casar-se consigo e, humilhada, abandonou definitivamente Antioquia quando o casamento foi celebrado.
Em 1149, Raimundo morreu na batalha de Inabe e Constança casou-se em segundas núpcias em 1153 com Reinaldo de Châtillon, que também se tornou príncipe de Antioquia.
Reinaldo foi capturado em 1160 e passou os próximos dezesseis anos em uma prisão em Alepo. Iniciou-se então uma disputa entre Constança e o seu filho Boemundo, quando este tentou tomar o poder do principado. Ocorreu uma revolta e também Constança foi exilada da cidade, morrendo em 1163.

## Descendência
Do primeiro casamento, nasceram:
- Boemundo III de Antioquia (c.1144-1201), seu sucessor no principado
- Balduíno (m.[1176)
- Maria de Antioquia (1145-1182), casada em 1161 com o imperador Manuel I Comneno com o nome de Xena
- Filipa de Antioquia (c.1148-1178), casada com Onofre II de Toron

Do segundo casamento, nasceram:
- Inês de Châtillon (1154-1184), casada com o rei Bela III da Hungria
- Balduíno de Châtillon (m. 1176)
- Reinaldo de Châtillon, morreu jovem